# Elymus czimganicus
Elymus czimganicus là một loài thực vật có hoa trong họ Hòa thảo. Loài này được (Drobow) Tzvelev mô tả khoa học đầu tiên năm 1968.